# La Loma Cemetery
Il La Loma Cemetery o Campo Santo de La Loma (Cimitero de La Loma) è il più antico dei quindici luoghi pubblici di sepoltura dell'area di Metro Manila, capitale delle Filippine.

## Storia
Realizzato nel 1884, sorge a Caloocan lungo la 5ª Strada, è adiacente al Manila North Cemetery e occupa una superficie di 54 ettari; è un cimitero esclusivamente dedicato alle sepolture per i cattolici.
L'area su cui sorge il camposanto era chiamata un tempo Paang Bundok ed era qui che, nell'ultima lettera alla famiglia, l'eroe nazionale José Rizal, messo a morte dagli Spagnoli nel 1896, aveva chiesto di essere sepolto, ma La Loma non accettava sepolture di non cattolici e di rivoluzionari filippini e così il corpo del giovane eroe fu frettolosamente sepolto al Cementerio General de Paco.
Durante l'occupazione Giapponese nella seconda guerra mondiale il cimitero fu anche utilizzato dagli invasori come luogo delle esecuzioni dei filippini condannati a morte: ancora oggi un pezzo di artiglieria giapponese dell'epoca rimane come triste cimelio di quel periodo di guerra e di tragedie per il popolo filippino.

## Sepolture di cittadini illustri
A La Loma sono sepolti, fra gli altri, alcuni illustri filippini:
- Felipe Agoncillo, (1859-1941), primo diplomatico filippino che si recò in Francia a sostenere la causa del suo Paese in occasione del trattato di Parigi durante la guerra ispano-americana del 1898.
- Marcela Agoncillo, (1860-1946), Madre della bandiera filippina, la prima donna a cucire la bandiera nazionale filippina nel 1897.
- Cayetano Arellano, (1847-1920), primo Presidente della Corte di Giustizia filippina fra il 1901 e il 1920.
- Victorino Mapa, (1855-1927), primo Presidente della Corte di Giustizia filippina.